# Palpada chilena
Palpada chilena är en tvåvingeart som först beskrevs av Camillo Rondani 1863.  Palpada chilena ingår i släktet Palpada och familjen blomflugor. Inga underarter finns listade i Catalogue of Life.